# Кыргызская академия образования
Кыргызская академия образования (КАО, кирг. Кыргыз билим берүү академиясы, КББА), ранее — Киргизский научно-исследовательский институт педагогики (КирНИИП, кирг. Кыргыз педагогика илим-изилдөө институту, КырПИИИ) и Кыргызский институт образования (КИО, кирг. Кыргыз билим берүү институту, КББИ), — киргизское государственные учреждение, осуществляющие научно-исследовательскую, научно-методическую, экспертную и издательскую деятельности в сфере образования.

## История
В ноябре 1951 года на базе 18 межрайонных и 2 областных педагогических кабинетов был создан Киргизский научно-исследовательский институт педагогики.
В советское время в институте работали А. Э. Измайлов, М. Р. Балтабаев и другие. По состоянию на 1982 год в институте работало 58 научных сотрудников, в том числе доктор наук — 1, кандидатов наук — 19. В 1960-х — 1980-х годах сотрудниками института было создано около 100 учебников и учебных пособий, 250 программ и 165 наглядных пособий.
В 1993 году, после обретения Кыргызстаном независимости, он был преобразован в Кыргызский институт образования. В 2003 году он был преобразован в Кыргызскую академию образования с включением в его состав Кыргызского научно-исследовательского института проблем высшей школы и Кыргызского института информатики и информационных технологий.

## Описание
Учредитель КАО — Министерство образования и науки Кыргызской Республики.
В состав КАО входят:
- Центр школьного и дошкольного образования;
- Центр повышения квалификации, подготовки и переподготовки педагогических кадров (создан в 1945 году как Институт повышения квалификации учителей);
- Центр профессионального образования (создан в 1997 году);
- Центр инноваций и информационных технологий (создан в 1975 году как Республиканский межвузовский вычислительный центр, впоследствии Республиканский центр новых информационных технологий, с 1999 года — Кыргызский институт информатики и информационных технологий);
- Отдел организационной, научно-методической и издательской работы.

В КАО имеются научная библиотека, учебные кабинеты и типография. Издаётся «Вестник Кыргызской академии образования».

## Руководители
- 1955—1981: А. Э. Измайлов[4]
- 2003—2003: А. Ж. Жайнаков
- 2003—2007: К. А. Калдыбаев[кирг.]
- 2007—2018: А. М. Мамытов[кирг.]
- 2018—2021: А. Д. Токтомаметов
- 2021—н. в.: Н. К. Дюшеева